# Тілло Олексій Андрійович
Олексі́й Андрі́йович Ті́лло (* 13 (25) листопада 1839, Київська губернія — † 30 грудня 1899 (11 січня 1900), Санкт-Петербург) — російський географ, картограф і геодезист. Генерал-лейтенант (від 1894 року). Член-кореспондент Петербурзької академії наук (від 1892 року).

## Біографія
1862 року закінчив Михайлівську артилерійську академію, 1866 року — геодезичне відділення Академії Генерального штабу в Петербурзі.

## Наукова діяльність
Склав гіпсометричну карту Європейської Росії (видано 1890 і 1896), на якій уперше досконало відображено рельєф, уточнено довжину головних рік Європейської Росії.
Праці з магнетизму (серед інших Харківщини й Курщини) й кліматології Східної Європи.

## Увічнення пам'яті
1900 року Російське географічне товариство заснувало премію імені Олексія Тілло.